# Никола Долапчиев (революционер)
 Тази статия е за дееца на ВМОРО.  За българския юрист вижте Никола Долапчиев (юрист).  
Никола Атанасов Долапчиев е български революционер, одрински деец на Вътрешната македоно-одринска революционна организация.

## Биография
Долапчиев е роден в 1869 година в Одрин, тогава в Османската империя. В 1888 година завършва прогимназия в Одрин и работи като учител в Селиолу, Раклица и Лозенград. Влиза във ВМОРО в 1897 година. От 1899 година е член на Лозенградския околийски комитет. През лятото на 1900 година при избухването на Керемидчиоглувата афера е осъден на 10 години и заточен в Паяс кале. Амнистиран е в 1907 година.